# Earinus hubrechtae
Earinus hubrechtae är en stekelart som beskrevs av Braet 2002. Earinus hubrechtae ingår i släktet Earinus och familjen bracksteklar. Inga underarter finns listade i Catalogue of Life.